# Убить Фрейда
«Убить Фрейда» (исп. Inconscientes — «Бессознательные») — испанский комедийный ретродетектив режиссёра Хоакина Ористреля, вышедший в 2004 году.

## Сюжет
Барселона, 1913 год. Доктор Леон Пардо только что вернулся из Вены, где познакомился с революционной теорией Зигмунда Фрейда о сексуальности и женской истерии. И вот однажды Леон с невнятными объяснениями исчезает, оставляя беременную жену Альму в одиночестве и полном замешательстве. Единственный ключ к разгадке случившегося — рукопись диссертации Леона, в которой изложены психоаналитические исследования жизни и характера четырёх истеричных женщин. Альма уверена, что одна из пациенток мужа могла желать его смерти, и начинает собственное расследование вместе с Сальвадором, мужем её сестры Оливии.
Поиски приводят их на съёмки эротического кино, в морг, в психиатрическую больницу, элитный бордель и даже на закрытую вечеринку трансвеститов. В процессе расследования параллельно раскрывается множество других тайн: Сальвадор уже давно влюблен в Альму, его жена Оливия оказывается лесбиянкой, горничная Альмы — матерью исчезнувшего супруга, а сам Леон — сводным братом Альмы.

## В ролях
| Актёр              | Роль                       |
| ------------------ | -------------------------- |
| Леонор Уотлинг     | Альма                      |
| Луис Тосар         | Сальвадор                  |
| Мерседес Сампьетро | Синьора Мингарро горничная |
| Хуанхо Пуйчкорбе   | Мира                       |
| Нурия Примс        | Оливия                     |
| Алекс Брендемюль   | Леон Пардо                 |

## Съёмочная группа
- Авторы сценария:
  - Доминик Арари
  - Хоакин Ористрель
  - Тереса Пелегри
- Режиссёр: Хоакин Ористрель
- Оператор: Хауме Перакаула
- Композитор: Серхио Моуре
- Художники:
  - Льоренс Микель
  - Дебора Чамберс
  - Сабина Дайгелер
- Монтаж: Мигель Анхель Сантамария
- Продюсеры:
  - Мариэла Бесуевски
  - Марта Эстебан
  - Херардо Эрреро

## Премии и номинации
- 2005 — Сандэнс
  - номинация Гран-при в категории «Драматический фильм» (Программа «Мировое кино»)
- 2005 — премии «Гойя»
  - номинация «за лучшую женскую роль второго плана» (Мерседес Сампьетро)
  - номинация «за лучший оригинальный сценарий»
  - номинация «за лучшую музыку»
  - номинация «за лучшие костюмы»
  - номинация «за лучший грим»

## Интересные факты
- В фильме неоднократно цитируется мировая литература. Паролем в элитный бордель служит цитата из Оскара Уайльда:

 — Кого вы считаете испорченными мужчинами?
 — Тех, которые восхищаются невинностью.
 — А испорченными женщинами?
 — Тех, которые никогда не надоедают мужчинам.